# Ужанков, Александр Николаевич
Алекса́ндр Никола́евич Ужанко́в (род. 18 июня 1955, г. Щорс, Черниговская область, УССР) — российский филолог, литературовед, культуролог, теоретик и историк литературы и культуры Древней Руси. Доктор филологических наук (2005), кандидат культурологии (2000), профессор (2010). Почётный работник высшего профессионального образования Российской Федерации (2012). Член Союза журналистов СССР (1986) и Союза писателей России (2000), действительный член (академик) Академии Российской словесности (2011), член Общества исследователей Древней Руси, член Научного совета по культурному и историческому наследию Российской Академии наук, член Совета по науке при Министерстве культуры РФ, член Общественного совета при Министерстве культуры РФ (2013—2015), Председатель Научного совета по искусствоведению и культурологии Российского профессорского собрания.

## Биография
Родился 18 июня 1955 года в городе Щорсе Черниговской области Украинской ССР. Окончил в 1980 году русское отделение филологического факультета Львовского государственного университета им. И. Франко.
После окончания университета работал корреспондентом в газете «Комсомольская правда» (1980), редактором отдела критики журнала «Октябрь» (1983), старшим редактором издательства «Советский писатель» (1983), Генеральным директором специализированного издательско-торгового предприятия «Наследие» (1988). В 1989 году перешёл на научно-исследовательскую работу старшим научным сотрудником отдела древнерусской литературы Института мировой литературы им. А. М. Горького АН СССР. Выступил инициатором создания и был первым исполнительным директором «Общества исследователей Древней Руси» при ИМЛИ РАН (1990).
С 1992 года на преподавательской работе. Прошёл путь от старшего преподавателя до профессора (2005) Московского государственного лингвистического университета (МГЛУ). Кандидат культурологии (диссертация «Эволюция „картины природы“ в культурном пространстве средневековой Руси»; научный руководитель И. К. Кучмаева, официальные оппоненты М. Н. Громов и А. В. Каравашкин), доцент (1996), профессор (2000), декан филологического факультета (2000) и проректор по научной работе (2002—2005) Государственной академии славянской культуры (ГАСК). В 2005 году защитил докторскую диссертацию «Стадиальное развитие русской литературы XI — первой трети XVIII вв.: теория литературных формаций» (официальные оппоненты В. П. Гребенюк, А. В. Каравашкин, В. Ю. Троицкий).
Работал в ряде московских вузов: профессор и проректор по научной работе Литературного института им. А. М. Горького (с 2006 по 2016 год), профессор Академии живописи, ваяния и зодчества Ильи Глазунова (с 2007 по 2013), Профессор Сретенской духовной семинарии (с 1999) и Высших богословских курсов при МДА, профессор МГУ им. М. В. Ломоносова (2012—2013), профессор НИЯУ МИФИ (2014—2017). С 2017 года — проректор по научной работе МГИК, заместитель председателя Ученого совета МГИК, с 2019 — заведующий кафедрой литературы МГИК. Председатель диссертационного совета Д 210.010.04 при МГИК по культурологии, философии и эстетике.
Руководитель Центра фундаментальных исследований русской средневековой культуры (с 2016). Российского научно-исследовательского института культурного и природного наследия имени Д. С. Лихачёва
Главный редактор журнала «Вестник Московского государственного университета культуры и искусств», главный редактор журнала «Культура и образование». Член редакционного совета журналов «Новый филологический вестник» и «Вестник Кемеровского государственного университета культуры и искусств», входит в состав редколлегии серии «Религиозно-философское наследие Древней Руси» (ИФ РАН), литературно-публицистического альманаха «Русло» (Санкт-Петербург) и др.
Автор и ведущий программы «Фактор времени» на телеканале «Просвещение» (с 2011), автор лекций на ТВ «Культура» в программе «Академия» (с 2011).
Читал лекции в Московском Политехническом музее, Московском государственном университете им. М. В. Ломоносова, Московском физико-техническом университете (МФТИ), Академии живописи, ваяния и зодчества Ильи Глазунова, Балтийском федеральном университете (г. Калининград), Калужском государственном университете, Кемеровском государственном университете, Томском педагогическом государственном университете, Ярославском государственном университете им. П. Г. Демидова,Токийском университете (Япония), Киотском университете (Япония), Карловом университете (Чехия, Прага), Университете Палермо (Италия), Львовском национальном университете (Украина), Белорусском государственном университете (Минск) и др.
По приглашению Международного медиаклуба «Формат А-3» читал лекции в Риге, Вильнюсе, Таллине, Кишиневе, Минске.

## Научная деятельность
Предложил теорию стадиального развития русской литературы XI — первой трети XVIII века и теорию литературных формаций в литературном процессе XI — первой трети XVIII века. Она вошла в вузовские учебники. Дальнейшей её разработкой стала монография «Историческая поэтика древнерусской словесности. Генезис литературных формаций» (М., 2011).

Обоснование теории литературных формаций и стадиального развития русской литературы XI — первой трети XVIII века нашло отражение в авторских монографиях. Теоретические исследования истории литературы А. Н. Ужанков сочетает с конкретным изучением отдельных памятников древнерусской словесности. Он разработал новую методику по атрибутике и датировке древнерусских произведений; уточнил время написания «Слова о Законе и Благодати», «Жития Феодосия Печерского», «Чтения о Борисе и Глебе» и «Сказания о Борисе и Глебе», «Слова о полку Игореве» и др. Выдвинул гипотезы относительно личности автора и времени написания «Слова о погибели Русской земли», «Повести о житии Александра Невского» и «Летописца Даниила Галицкого», «Слова о полку Игореве» и т. д.
А. Н. Ужанков разработал новый подход к анализу содержания русских сказок, основанный на символической интерпретации их библейского, евангельского, православного и морально-психологического смысла.
Его научные работы переведены на украинский, сербский, итальянский и английский языки.

### Положительные оценки
В «Русском литературоведческий альманахе» МГОУ, где публиковался сам Ужанков, он назван крупнейшим специалистом в области древнерусской литературы, исторической поэтики древнерусской словесности, историографии и текстологии древнерусских памятников письменности, герменевтики и русского летописания.
В журнале «Стратегия России» Вячеслав Сухнев сопоставил по значимости «теорию стадиальных формаций» с «теорией истории стилей», В. Н. Перетца, нашедшей дальнейшую разработку в исследованиях П. Н. Сакулина, Д. И. Чижевского, Д. С. Лихачёва, Г. К. Вагнера и др..
Монографиям Ужанкова некоторыми зарубежными русистами были даны высокие оценки: современный (2008) болгарский литературовед Панко Анчев считает, что «опора на эту книгу о русской литературе <монография „Стадиальное развитие русской литературы XI — первой трети XVIII века. Теория литературных формаций“> может быть очень полезна и болгарским исследователям, ибо… и болгарская литература нуждается в новом взгляде и новом подходе в периодизации. <…> Болгарские ученые-исследователи могли бы позаимствовать и имеющийся опыт, и результаты, которые достигнуты» Ужанковым, а по мнению Л. Сугай (Ассоциация русистов Словакии, 2009), «выдвинутые и раскрытые на обширном материале положения работы Ужанкова вполне могут послужить теоретической основой новой концептуальной истории русской литературы, о необходимости которой так много писали на протяжении десятилетий и продолжают писать отечественные и зарубежные литературоведы»; в Украине положительную оценку дал Е. Джиджора (2012).

### Критика
В 2017 году монография Ужанкова «„Слово о полку Игореве“ и его эпоха»" была подвергнута критике Андреем Ранчиным: как пишет Ранчин, следуя идеологическому методу «религиозной филологии», Ужанков стремится утвердить произведение как образец религиозной литературы, игнорируя или отбрасывая противоречащие этой позиции аргументы и особенности произведения и допуская фактические ошибки и неточности, а кроме того, приписывает себе открытия итальянского слависта Р. Пиккио. Правда, А. М. Ранчин не объяснил, как такое могло случиться, поскольку статья А. Н. Ужанкова вышла на три года раньше, чем статья Р.Пиккио, в которой как раз он использовал пример из статьи А. Н. Ужанкова, не сославшись на неё.

Само же издание такой книги в качестве авторитетного научного труда, со всеми подобающими «регалиями» — тревожный симптом общего состояния гуманитарной науки, в которой начинают размываться границы между ученым трудом и идеологическим опусом.
А. Н. Ужанков ответил на критику Ранчина в двух своих последующих книгах..

## Основные научные публикации

### Монографии и книги
1. Русская бытовая повесть. XV—XVII вв / Составление, вступительная статья и комментарии А. Н. Ужанкова. — М.: Советская Россия, 1991. — 448 с. — (Сокровища древнерусской литературы). — 100 000 экз. — ISBN 5-268-01157-X.
2. Ужанков А. Н. О принципах построения истории русской литературы XI — первой трети XVIII века. — М., 1996.
3. Ужанков А. Н. Из лекций по истории русской литературы XI — первой трети XVIII в.: «Слово о Законе и Благодати». — М., 1999.
4. Ужанков А. Н. Стадиальное развитие русской литературы XI — первой трети XVIII века. Теория литературных формаций. — М.: Литературный институт им. А. М. Горького, 2008.
5. Ужанков А. Н. О специфике развития русской литературы XI — первой трети XVIII века. Стадии и формации. — М.: Языки славянских культур, 2009.
6. Ужанков А. Н. Проблемы историографии и текстологии древнерусских памятников XI—XIII веков. — М.: Рукописные памятники Древней Руси, 2009.
7. Ужанков А. Н. Историческая поэтика древнерусской словесности. Генезис литературных формаций. — М.: Литературный институт им. А. М. Горького, 2011.
8. Ужанков А. Н. «Слово о Законе и Благодати» и другие творения митрополита Илариона Киевского. — М.: Академика, 2013.
9. Ужанков А. Н. «Слово о полку Игореве» и его эпоха. — М.: Академика, 2015.
10. Ужанков А. Н. «Слово о полку Игореве» и его автор. — М.: Согласие. 2020. 488 с.
11. Ужанков А. Н. «Слово о полку Игореве»: Историко-филологическое исследование. — М.: ЯСК, 2022. — 744 с. — (Studia philologica). — ISBN 978-5-907498-24-2.

### Коллективные монографии
1. Изображение природы и человека. Монографическое исследование — М.: ИМЛИ РАН, Наследие, 1995.
2. Литература Древней Руси. Коллективная монография. — М., 2004.
3. История культур славянских народов. В 3-х томах. Т.1. — М., 2003.
4. История культур славянских народов. В 3-х томах. Т.2. — М., 2005.
5. Борис и Глеб. Жизнь, подвиги, чудеса первых русских святых. — Днепропетровск: АРТ-Пресс, 2005.
6. Литература Древней Руси. Коллективная монография. — М., 2012.
7. Древнерусская книжность: текстология и поэтика. — Орел: ОГУ, 2013.
8. Русская классическая литература в мировом культурно-историческом контексте. М., 2017.

### Учебные пособия
1. Ужанков А. Н. Хрестоматия по древнерусской литературе XI—XVII веков. — М.: Русский язык, 1991.
2. Ужанков А. Н. О проблемах периодизации и специфике развития русской литературы XI — первой трети XVIII в. — Калининград, РГУ им. И.Канта, 2007.

### Другие издания
1. А. М. Ремизов. Сочинения. В 2-х томах. Составление, вступительная статья и комментарии А. Н. Ужанкова. — М.: Терра, 1993.
2. Ермолай-Еразм. Повесть о Петре и Февронии Муромских. Перевод, вступительная и заключительная статьи А. Н. Ужанкова. — М.: Схолия, 2009.